# Mont Warning
 (janvier 2025).
Si vous disposez d'ouvrages ou d'articles de référence ou si vous connaissez des sites web de qualité traitant du thème abordé ici, merci de compléter l'article en donnant les références utiles à sa vérifiabilité et en les liant à la section « Notes et références ».
Le mont Warning ou Wollumbin (1 156 mètres) est une montagne au nord-est de l'État de Nouvelle-Galles du Sud en Australie, près de la ville de Murwillumbah, à la limite du Queensland. 

## Toponymie
Le nom de mont Warning (« mont Avertissement » en français) vient du capitaine James Cook qui le baptisa ainsi lors de son voyage avec l'Endeavor en mai 1770. Il lui donna ce nom car il servait de repère pour l'approche de bancs de sable qui entravaient la navigation le long des côtes.
Le mont porte aussi le nom de Wollumbin, nom donné par les aborigènes Ngarakwal Nganduwal. Selon les sources, ce nom signifierait « accroche-nuages » ou se rapporterait au créateur du mont (Wollumbin est le nom aborigène du tallégalle de Latham, un oiseau qui construit de très grands nids faits d'amas de terre et de branches)

## Géologie
Le mont Warning est le reste d'une ancienne cheminée d'un volcan bouclier (un neck), le volcan Tweed, qui était à l'origine, il y a 23 millions d'années, deux fois plus haut qu'il n'est actuellement. Les restes du cratère sont encore visibles tout autour du sommet et forment les bords de la Tweed Valley.

## Environnement
La montagne fait partie à l'heure actuelle du parc national du Mont Warning et son accès est réglementé par la Commission des Parcs et Espaces naturels de Nouvelle-Galles du Sud. Le parc fait partie des réserves des forêts ombrophiles centre-orientales de l'Australie qui sont inscrites sur la liste du patrimoine mondial de l'UNESCO depuis 1986.

## Ascension
Le sommet reste encore un lieu sacré pour les aborigènes où ils pratiquent encore des cérémonies et des rites initiatiques. Les aborigènes interdisent l'ascension du sommet à ceux des leurs qui n'ont pas été initiés et demandent aux étrangers d'éviter de monter sur le sommet. La direction du parc qui abrite le sommet informe les visiteurs  de cette tradition et n'encourage pas l'ascension mais elle n'est pas interdite. L'ascension demande environ de deux à trois heures et demie de marche et suppose un bon entrainement.